# 5750 (ano hebraico)
5750 (hebraico: ה'תש"ן) foi um  ano hebraico correspondente ao período após o pôr do sol de 29 de setembro de 1989 até ao pôr do sol de 19 de setembro de 1990 do calendário gregoriano.
| Mês judaico | Calendário gregoriano                                                                   |
| ----------- | --------------------------------------------------------------------------------------- |
| Tishrei     | após o pôr do sol de 29 de setembro de 1989 até ao pôr do sol de 29 de outubro de 1989  |
| Cheshvan    | após o pôr do sol de 29 de outubro de 1989 até ao pôr do sol de 28 de novembro de 1989  |
| Kislev      | após o pôr do sol de 28 de novembro de 1989 até ao pôr do sol de 28 de dezembro de 1989 |
| Tevet       | após o pôr do sol de 28 de dezembro de 1989 até ao pôr do sol de 26 de janeiro de 1990  |
| Shevat      | após o pôr do sol de 26 de janeiro de 1990 até ao pôr do sol de 25 de fevereiro de 1990 |
| Adar        | após o pôr do sol de 25 de fevereiro de 1990 até ao pôr do sol de 26 de março de 1990   |
| Nissan      | após o pôr do sol de 26 de março de 1990 até ao pôr do sol de 25 de abril de 1990       |
| Iyyar       | após o pôr do sol de 25 de abril de 1990 até ao pôr do sol de 24 de maio de 1990        |
| Sivan       | após o pôr do sol de 24 de maio de 1990 até ao pôr do sol de 23 de junho de 1990        |
| Tammuz      | após o pôr do sol de 23 de junho de 1990 até ao pôr do sol de 22 de julho de 1990       |
| Av          | após o pôr do sol de 22 de julho de 1990 até ao pôr do sol de 21 de agosto de 1990      |
| Elul        | após o pôr do sol de 21 de agosto de 1990 até ao pôr do sol de 19 de setembro de 1990   |

## Dados sobre 5750
- Ano comum completo (shelemah): 355 dias
- Cheshvan e Kislev com 30 dias
- Ciclo solar: 10º ano do 206º ciclo
- Ciclo lunar: 12º ano do 303º ciclo
- Ciclo Shmita: 3º ano
- Ma'aser Ani (dízimo para os pobres)

## Fatos históricos
- 1920º ano da destruição do Segundo Templo
- 42º ano do estabelecimento do Estado de Israel
- 23º ano da libertação de Jerusalém